# Икэда, Тосихару
Тосихару Икэда (яп. 池田 敏春 Икэда Тосихару, 23 февраля 1951 года — 26 декабря 2010 года) — японский режиссёр и сценарист, известный своими фильмами как снятыми в жанре «пинку эйга», так и обычными. Получил премию в номинации «лучший режиссёр» на кинофестивале «Yokohama Film Festival».

## Биография
В 1974 году окончил университет Васэда, но ещё во время учёбы увлёкся кинематографией. По словам Тосихару Икэды, его попадание в киноиндустрию было случайным, оно стало результатом пари, которое Икэда дал, напившись в баре. Сначала он работал в маленькой независимой компании «Ishihara Productions», но затем перешёл на работу в «Nikkatsu», которая на тот момент производила лишь «Roman porno» — высокобюджетные фильмы жанра «пинку эйга». В обеих компаниях Икэда занимал должность помощника режиссёра, у него был широкий круг обязанностей, в который входило всё от мытья полов до бритья актрис (в то время в японском кинематографе действовал полный запрет на показ области волос, растущих на половых органах). Икэда работал помощником режиссёра до конца 1970-х годов, в том числе он участвовал в создании фильмов Масару Конумы «Цветок и змея» (1974), «Жена как жертва» (1974) и «Noble Lady: Bound Vase» (1977).
Режиссёрский дебют Тосихару Икэды состоялся в 1980 году, когда он снял фильм «Sukeban Mafia», который Вейссерс характеризует его как «сатирический, возбуждающий, сексуальный и построенный на развитии персонажей». Позднее в том же году Икэда снял для «Nikkatsu» второй фильм, «Sex Hunter», но студия сочла его слишком грубым и вульгарным. В качестве «наказания» Тосихару Икэда был отправлен на Окинаву, где ему поручили снять более романтичный фильм. Он получил название «Blue Lagoon: A Summer Experience» и включал в себя стандартный сюжет о развитии отношений между мальчиком и девочкой. В 1981 году вышел «Angel Guts: Red Porno» — это был последний фильм, снятый Икэдой для «Nikkatsu», и четвёртый из серии фильмов «Angel Guts». Сначала этот фильм должен был снимать другой режиссёр, но по ряду обстоятельств в последний момент режиссёром стал Икэда, из-за этого на съёмки фильма у него был лишь месяц. На съёмках у Икэды произошёл конфликт с актрисой Дзюн Идзуми из-за сцены, где она должна была сняться голой. После того, как студия вырезала эту сцену, Икэда покинул «Nikkatsu».
После ухода из «Nikkatsu» Икэда примкнул к компании «Director’s Company», основанной группой молодых режиссёров в 1982 году. В 1984 году он снял фильм «Mermaid Legend» (яп. 人魚伝説 Нингё дэнсэцу), который многие критики считают лучшей его работой. В 1985 году Икэда получил за этот фильм премию в номинации «лучший режиссёр» на кинофестивале «Yokohama Film Festival». В 1985 году он снял «Scent of a Spell», в нём рассказывается о газетчике, который спас девушку от самоубийства, но вскоре обнаружил, что она не так невинна, как кажется. Сценарий для этого фильма написал Такаси Исии, который также является автором сценариев для серии фильмов «Angel Guts».
В 1988 году Икэда снял фильм «Ловушка живых мертвецов» (яп. 死霊の罠 Сирё но вана), сценарий для него также написал Такаси Исии. Этот фильм считается первым японским сплаттер-фильмом и первым современным японским фильмом ужасов. Несмотря на то, что критики считают, что «Ловушка живых мертвецов» была снята под влиянием «Зловещих мертвецов» Сэма Рэйми и фильмов Дарио Ардженто, сам Икэда в интервью заявил, что никогда не смотрел эти фильмы, поскольку он ненавидит фильмы ужасов до такой степени, что не смотрел даже свою «Ловушку живых мертвецов». Впрочем, точно известно, что он присутствовал на показе фильма в Лос-Анджелесе, когда «Ловушка живых мертвецов» прокатывалась в Америке в 1999 году. «Ловушка живых мертвецов» оказалась коммерчески успешной, по ней было снято два сиквела, но лишь один из них был снят Икэдой («Evil Dead Trap 3: Broken Love Killer» (яп. ちぎれた愛の殺人 Тигирэта ай но сацудзин)).
В 1990-е годы Икэда практически фильмы для кинотеатров, большинство его фильмов, снятых в этот период, это V-cinema экшен-фильмы и эротические фильмы. Выпущенный в 1997 году фильм Икэды «The Key» стал первым японским фильмом, в котором было показано спереди полностью обнажённое женское тело (он был снят после того как ограничения на показ области волос на половых органах были ослаблены).
По слухам, в последние годы жизни Икэда страдал от депрессии, 26 декабря 2010 года его тело было найдено в море около города Сима (опознано в конце января 2011). Его гибель могла стать результатом несчастного случая или самоубийства, но известно, что Икэда выражал желание умереть в окрестностях города Сима.